# Wade H. Haislip
Wade Hampton Haislip est un militaire américain né à Woodstock, Virginie le 9 juillet 1889 et mort en 1971. Promu général de division en 1936, il commande la 7e armée américaine à l'issue de la Seconde Guerre mondiale. Il tint la fonction de chef d'État-Major en second (VCSA) de l'Armée de terre des États-Unis de 1949 à 1951.

## Carrière et biographie
W. H. Haislip est né à Woodstock, en Virginie le 9 juillet 1889. Son enfance se déroule à Staunton, en Virginie après 1891. Il fut promu sous-lieutenant d'infanterie à sa sortie de l'Académie militaire de West Point en 1912.
Haislip servit à Veracruz, au Mexique en 1914 après l'affaire Tampico. De 1917 à 1921, il servit dans l'American Expeditionary Force, d'abord au cours de la Première Guerre mondiale, puis lors de l'occupation de l'Allemagne. Ses affectations le conduisirent à l'état-major général du 5e corps comme officier d'une Division de mitrailleuses de la 3e division, et à l'état-major général des Forces américaines en Allemagne. Au cours de la Première Guerre mondiale, il aura participé à la bataille de Saint-Mihiel et à l'offensive Meuse-Argonne. Il retourna à West Point en tant qu'instructeur de 1921 à 1923. Il a ensuite suivi une série d'écoles, en commençant par l'École d'infanterie de l'armée américaine de 1923 à 1924, puis le Command and General Staff College de 1924 à 1925, pour enfin retourner à l'étranger et assister en France à l'École spéciale militaire de Saint-Cyr de 1925 à 1927. Il retourna aux États-Unis comme assistant de direction au Bureau du secrétaire adjoint de la guerre de 1928 à 1931, suivie par l'Army War College de 1931 à 1932, puis d'une affectation comme instructeur à la Command and General Staff School de 1932 à 1936.
Avant la Seconde Guerre mondiale, il connut une série d'affectations dans différents états-majors dans le Budget and Legislative Planning Branch de l'état-major général du département de la Guerre de 1938 à 1941, puis comme assistant au chef d'état-major du personnel.
Lors de la Seconde Guerre mondiale, il organisa la 85e division d'infanterie et y servit comme commandant d'avril 1942 à février 1943. Il prit ensuite le commandement du 15e corps d'armée (comprenant la 2e DB de Leclerc) avec lequel il servit en Normandie, en France, en Rhénanie, et au cours des campagnes d'Europe centrale. Il devint par la suite commandant de la 7e armée américaine jusqu'à la fin Seconde Guerre mondiale en août 1945.
Après la guerre, il fut membre du Conseil personnel du secrétaire de la guerre de septembre 1945 à avril 1946, puis membre du groupe consultatif du chef d'état-major de l'US Army de 1946 à 1948. Avant sa sélection en 1949 chef d'état-major en second, il fut adjoint du chef d'état-major de l'administration en 1948-49. Il prit sa retraite en 1951.
Après sa retraite du service actif, Haislip devint gouverneur du Cottage du Président Lincoln à la Maison des Soldats à Washington, un poste qu'il occupa de 1951 à 1966.
Haislip est décédé le 23 décembre 1971 au Walter Reed Army Medical Center après avoir subi un accident vasculaire cérébral, et fut enterré au cimetière national d'Arlington.

## lien externe
- Wade Hampton Haislip sur www.arlingtoncemetery.net